# Semiliquidambar
Semiliquidambar H.T. Chang – rodzaj roślin należący do rodziny altyngiowatych (Altingiaceae Horan.). Obejmuje 3 gatunki występujące naturalnie w Chinach.

## Systematyka
Rodzaj ten należy do rodziny altyngiowatych (Altingiaceae Horan.) z rzędu skalnicowców (Saxifragales Dumort.).
Wykaz gatunków
- Semiliquidambar cathayensis H.T. Chang
- Semiliquidambar caudata H.T. Chang
- Semiliquidambar chingii (F.P. Metcalf) H.T.Chang